# Betazed
Betazed is een fictieve planeet uit het Star Trek universum. Het is de thuisplaneet van de Betazoid. De planeet komt voor in de series Star Trek: The Next Generation, Star Trek: Deep Space Nine en de film Star Trek: Nemesis.
Betazed is een M-Klasse planeet en een van de lidplaneten van de Verenigde Federatie van Planeten. de planeet is gesitueerd in het Alfa-Kwadrant. De hoofdstad is Burrar.
Betazed heeft een gematigd klimaat. Spectaculaire plaatsen op Betazed zijn de Janarian watervallen en de grote tuinachtige vlakten met uitbundige bontgekleurde begroeiing (onder andere muktok en utta-bes planten). Ook zijn er uitgebreide oerwouden, rotspartijen en vele meren. Enkele bekende wateren zijn het Cataria Meer, het El-Nar Meer en de Opalen Zee.
In 2366 werd de tweejaarlijkse handelsconferentie op Betazed gehouden. In 2375 werd de planeet veroverd door de Dominion in de Dominion-oorlog.